# IC 3318
IC 3318 је појединачна звијезда у сазвјежђу Дјевица која се налази на листи објеката дубоког неба у Индекс каталогу.
Деклинација објекта је + 9° 45' 47" а ректасцензија 12h 25m 49,8s.